# Скалообразуващи минерали
Скалнообразуващият минерал е минерал, който участва в изграждането на скали. Понякога само един минерал участва в образуването на скала - например: кварцът е единственият минерал в кремъка, но повечето скали са изградени от различни минерали - например: гранитът е съставен главно от фелдшпат, кварц и слюда, както и други минерали в по-малки количества.
Минералните кристали могат да бъдат намерени в скалите като ксенолити - чужди кристали, затворени в скалата, но те не са част от състава ѝ, както са диамантите, които могат да бъдат открити в кимберлита.

## Минералите, участващи при образуването на скалите
Въпреки съществуването на близо 5000 известни минерали, само няколко десетки са важни участници в изграждането на скали. Най-често срещаните скалнообразуващи минерали са:

### Силикатни минерали
Това е голяма група от силикатни минерали, които са и сред най-важните скалообразуващите минерали: Около 95% от земната кора е съставена от минерали, принадлежащи към тази група.

### Карбонатни минерали
- Арагонит
- Доломит
- Сидерит
- Калцит

### Сулфатни минерали
- Барит
- Гипс

### Допълнителни минерали
- Апатит
- Сяра
- Графит
- Халит
- Шпинел
- Флуорит
- Корунд
- Рутил (минерал)